# Sinclairia ismaelis
Sinclairia ismaelis là một loài thực vật có hoa trong họ Cúc. Loài này được Panero & Villaseñor miêu tả khoa học đầu tiên năm 1996.